# Florian Schaumberger

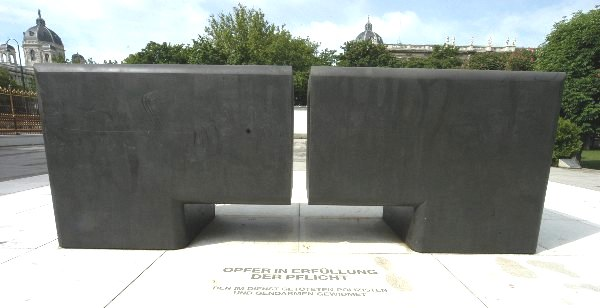
Denkmal der Exekutive

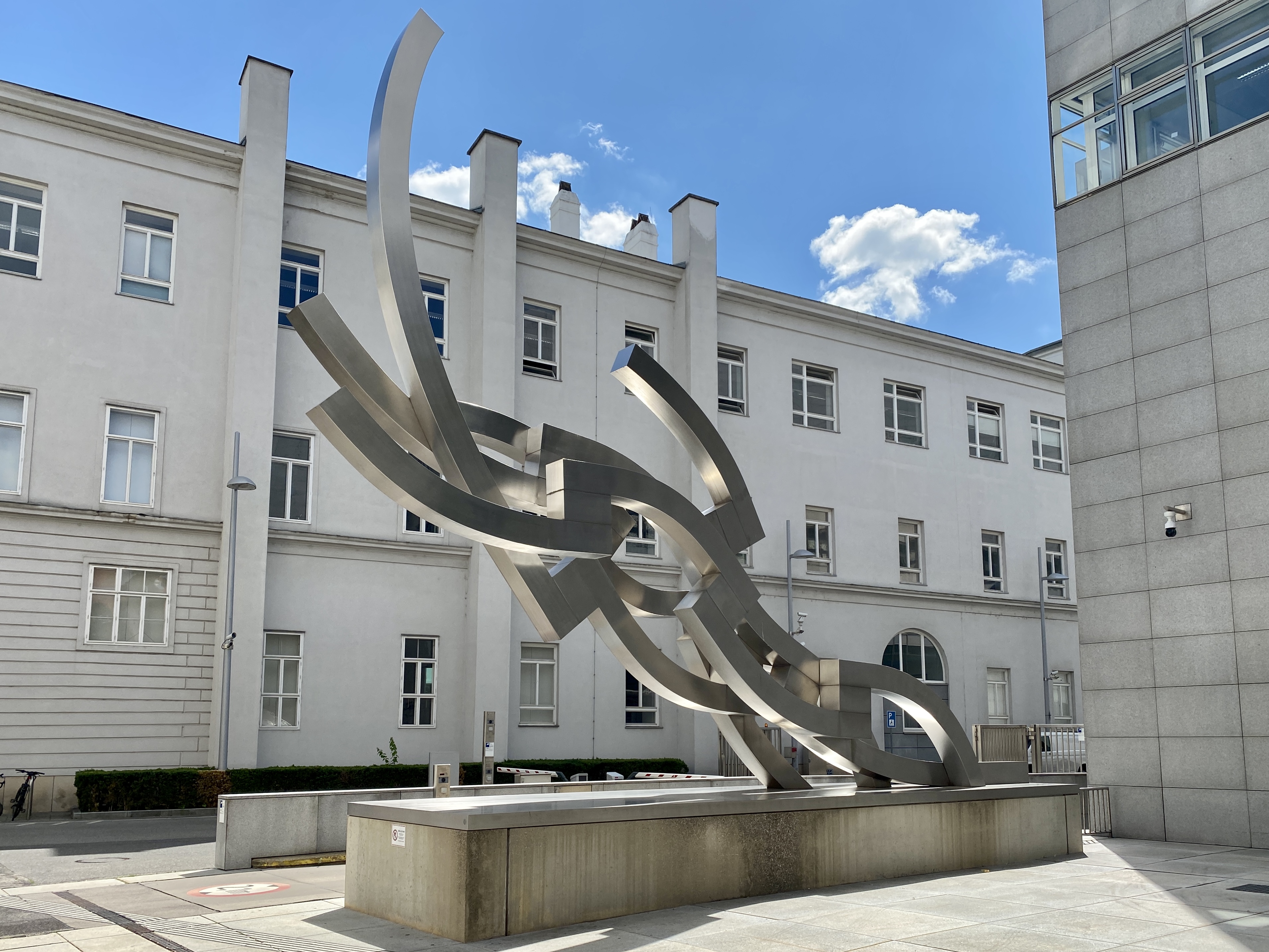
Euro 2000

Florian Schaumberger (* 1962 in Wien) ist ein österreichischer Bildhauer.

## Leben
Florian Schaumberger studierte von 1984 bis 1992 in der Meisterklasse für Bildhauer bei Joannis Avramidis an der Akademie der bildenden Künste Wien. Er lebt und arbeitet im Waldviertel.

## Werke im öffentlichen Raum
- Großplastik Einhorn für Immuno AG (Baxter), Wien
- Großplastik Euro 2000 (1997) – Österreichische Nationalbank, Wien
- Großplastik Denkmal der Exekutive (2002) – Heldenplatz, Wien